# Leptostylus obscurellus
Leptostylus obscurellus là một loài bọ cánh cứng trong họ Cerambycidae.